# George Jacob Holyoake

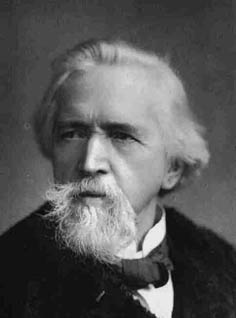
George Jacob Holyoake. Ausschnitt einer Fotografie von Arthur Edward Praill 1903.

George Jacob Holyoake  (* 13. April 1817 in Birmingham; † 22. Januar 1906 in Brighton) war ein englischer Schriftsteller und Agitator, der Anliegen der Arbeiterbewegung, des Freidenkertums und der Genossenschaftsbewegung vertrat.

## Leben
Holyoake war das zweite von 13 Kindern und stammte aus bescheidenen Verhältnissen. Sein Vater George war Vorarbeiter in einer Gießerei, die Mutter Catherine Knopfmacherin. Die zunächst relativ gute wirtschaftliche Lage der Familie verschlechterte sich dramatisch. Holyoake selbst erhielt zunächst nur eine Grundschulausbildung und wurde mit neun Jahren Lehrling in einer Gießerei. 1831, also mit 14 Jahren, engagierte er sich aber bereits in der Reform League seiner Heimatstadt und begann somit seine lebenslange Mitwirkung an politischen und sozialen Bewegungen. Ab 1834 belegte Holyoake neben seiner Arbeit in der Gießerei über mehrere Jahre Kurse am Mechanics’ Institute. Er hörte Vorträge Robert Owens, der sein Denken tief beeinflusste, und erklärte sich bereit, das 1841 von Charles Southwell initiierte atheistische Wochenblatt Oracle of Reason nach der Verhaftung des Herausgebers wegen Blasphemie weiterzuführen. Auch Holyoake selbst wurde allerdings nach einem eigenen Vortrag in Cheltenham über Owens Gedankengut verhaftet und als Atheist zu sechs Monaten Gefängnis verurteilt. Holyoake war der letzte Engländer, der für dieses Meinungsdelikt eine Haftstrafe verbüßen musste. Nach seiner Freilassung prägte er den Ausdruck secularism, um seine Auffassungen zu bezeichnen, und vertrat sie in den dreißig Jahrgängen der von ihm 1846 gegründeten Zeitschrift The Reasoner.
Ein gegen ihn von der Regierung anhängig gemachter Prozess führte zur Abschaffung des Zeitungsstempels in England; auch war Holyoake wesentlich an der Verabschiedung jenes Gesetzes beteiligt (Evidence amendment act von 1869), das der bürgerlichen Versicherung gleiche Rechtskraft wie dem christlichen Eid gewährte. Weiter gab er die Anregung und den Plan zu den Blaubüchern, die das Auswärtige Amt durch Lord Clarendon über die Verhältnisse der arbeitenden Klassen in fremden Ländern ausarbeiten ließ.
In ganz Europa beachtet wurden Holyoakes Schriften über das Genossenschaftswesen. Seine Schrift The history of co-operation in Rochdale (1872) rief binnen zwei Jahren gegen 250 Arbeitergenossenschaften ins Leben und ist vielfach übersetzt worden. Als sein Hauptwerk gilt die History of co-operation in England (London 1875–1879, 2 Bde.; 3. Aufl. 1885).